# Prague Open 1997
Il Prague Open 1997 è stato un torneo di tennis giocato sulla terra rossa. 
È stata la 7ª edizione del torneo, che fa parte della categoria Tier IV nell'ambito del WTA Tour 1997 e della categoria ATP Challenger Series nell'ambito dell'ATP Challenger Series 1997.
Il torneo maschile è giocato dal 21 al 27 aprile, quello femminile dal 14 al 20 luglio 1997 a Praga in Repubblica Ceca

## Vincitori

### Singolare maschile
Albert Portas ha battuto in finale  Fernando Vicente con il punteggio di 6–1, 6–4

### Singolare
Joannette Kruger ha battuto in finale  Marion Maruska con il punteggio di 6–1, 6–1

### Doppio
Mahesh Bhupathi /  Leander Paes hanno battuto in finale  Devin Bowen /  Tuomas Ketola con il punteggio di 6–4, 6–0
 Ruxandra Dragomir /  Karina Habšudová hanno battuto in finale  Eva Martincova /  Helena Vildová con il punteggio di 6–1, 5–7, 6–2